# Guaduinae
Guaduinae, je podtribus jednosupnica iz porodica trava (Poaceae), dio tribusa Bambuseae. Postoji šest rodova, a ime dolazi po rodu Guadua.

## Rodovi
1. Tibisia C. D. Tyrrell, Londoño & L. G. Clark (3 spp.)
2. Otatea (McClure & Sm.) C. E. Calderón & Sodiro (13 spp.)
3. Olmeca Soderstr. (5 spp.)
4. Guadua Kunth (33 spp.)
5. Eremocaulon Soderstr. & Londoño (5 spp.)
6. Apoclada McClure (1 sp.)